# Le Phare qui s'éteint
Pour plus de détails, voir Fiche technique et Distribution.
Le Phare qui s'éteint (titre original : The Lighthouse by the Sea) est un film américain réalisé par Malcolm St. Clair, sorti en 1924, et mettant en vedette le chien Rintintin.

## Synopsis
Un gardien de phare devenu aveugle et vivant avec sa fille, risque de perdre son emploi si les autorités découvrent sa cécité. Plus tard, une bande de contrebandiers d'alcool souhaite se débarrasser de la lumière du phare afin de débarquer en toute discrétion leur cargaison illégale sur le rivage.

## Fiche technique
- Réalisation : Malcolm St. Clair
- Assistant réalisateur : Clarence Kolster
- Scénario : Darryl F. Zanuck (sous le pseudonyme de Gregory Rogers) d'après la pièce The Lighthouse by the Sea d'Owen Davis[1]
- Photographie : H. Lyman Broening, Lee Garmes
- Montage : Howard Bretherton
- Production : Warner Bros.
- Durée : 7 bobines
- Date de sortie : 
  - USA : 1er décembre 1924

## Distribution
- William Collier Jr. : Albert Dorn
- RinTinTin : Rinty
- Louise Fazenda : Flora Gale
- Charles Hill Mailes : Caleb Gale
- Douglas Gerrard : Edward Cavanna
- Matthew Betz : Joe Dagget
- Joseph W. Girard : un inspecteur
- Lew Harvey : Shifty Eye